# Harry Rieso
Harry Rieso (* 14. Oktober 1933 in Hiddenhausen; † 22. Juni 2020) war ein deutscher Kommunalpolitiker (SPD).

## Leben

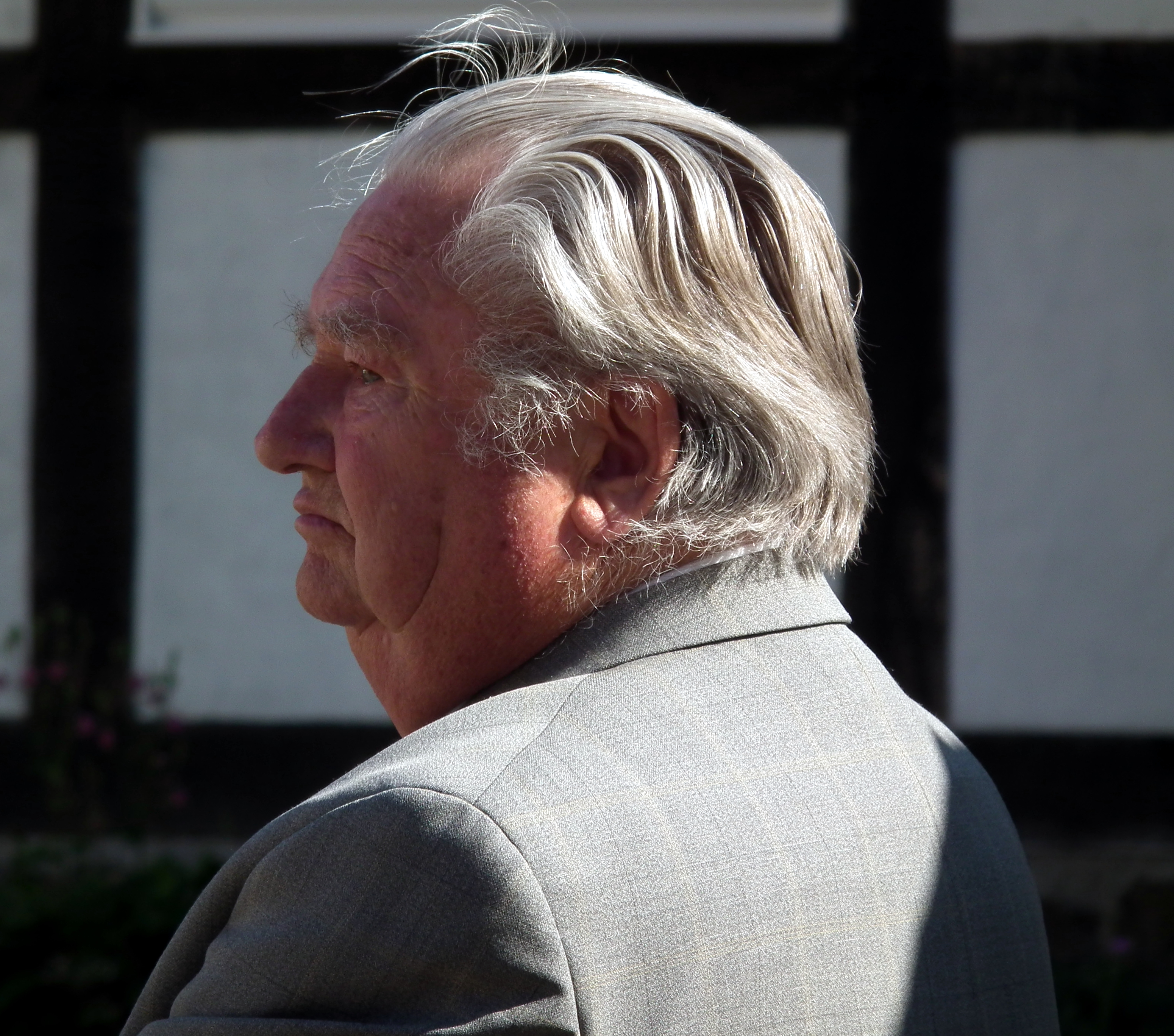
Harry Rieso 2011

Harry Rieso wuchs in seinem Geburtsort Hiddenhausen auf und war als Elektromeister beim Elektrizitätswerk Minden-Ravensberg beschäftigt.
In den 1950er-Jahren trat er in die SPD ein. Von 1964 bis 1968 war er Mitglied der Amtsvertretung im Amt Herford-Hiddenhausen, das anschließend durch das Gesetz zur Neugliederung des Landkreises Herford und der kreisfreien Stadt Herford aufgelöst wurde.
In der daraus 1969 hervorgegangenen Gemeinde Hiddenhausen war Rieso von 1974 bis 1979 Vorsitzender des SPD-Gemeindeverbands. Von 1989 bis 1998 war er Bürgermeister der Gemeinde Hiddenhausen, die in dieser Zeit die 20.000-Einwohner-Grenze überschritt.
Am 24. Februar 2020 starb seine Frau Hildegard Rieso.